# Colmier-le-Bas
Colmier-le-Bas är en kommun i departementet Haute-Marne i regionen Grand Est (tidigare regionen Champagne-Ardenne) i nordöstra Frankrike. Kommunen ligger i kantonen Auberive som tillhör arrondissementet Langres. År 2022 hade Colmier-le-Bas 22 invånare.

## Befolkningsutveckling
Antalet invånare i kommunen Colmier-le-Bas
| Referens: INSEE |